# رومانسية (حب)
رومانسية أو الحب الرومانسي هو شعور عاطفي بالحب أو الانجذاب القوي تجاه شخص آخر، وسلوكيات المغازلة التي يتخذها الفرد للتعبير عن تلك المشاعر العامة والعواطف الناتجة.
تنص موسوعة وايلي بلاكويل لدراسات الأسرة على أن «الحب الرومانسي، المبني على نموذج الانجذاب المتبادل والعلاقة بين شخصين يربطانهما كزوجين، يهيئ الظروف لقلب نموذج الأسرة والزواج الذي يولده.» يشير هذا إلى أن الحب الرومانسي يمكن أن يكون أساس الجاذبية بين شخصين. تم استخدام هذا المصطلح بشكل أساسي من قبل «الدول الغربية بعد القرن التاسع عشر التي تم دمجها اجتماعيًا، الحب هو الشرط الأساسي الضروري لبدء علاقة حميمة ويمثل الأساس الذي يجب أن نبني عليه الخطوات التالية في الأسرة.»
بدلاً من ذلك، يصف قاموس كولينز الحب الرومانسي بأنه «كثافة ومثالية لعلاقة حب، حيث يتم تشبع الآخر بفضيلة غير عادية، جمال، وما إلى ذلك، بحيث تتجاوز العلاقة جميع الاعتبارات الأخرى، بما في ذلك الاعتبارات المادية.»
على الرغم من أن مشاعر وأحاسيس الحب الرومانسي مرتبطة على نطاق واسع بالانجذاب الجنسي، إلا أن المشاعر الرومانسية يمكن أن توجد دون توقع اكتمال جسدي ويتم التعبير عنها لاحقًا. في بعض الحالات، يمكن أن تنتقل الرومانسية كصداقة عادية. تاريخيا، نشأ مصطلح الرومانسية مع المثل الأعلى للفروسية في العصور الوسطى كما هو موضح في أدب الرومانسية الفروسية.

## تعريفات عامة
أجرى بود وكوشنِك مراجعة شاملة للحب الرومانسي من منظور بيولوجي في عام 2021. لقد اعتبروا نفسية الحب الرومانسي وآلياته وتطوره عبر العمر والوظائف والتاريخ التطوري. بناءً على محتوى تلك المراجعة، اقترحوا تعريفًا بيولوجيًا للحب الرومانسي:
«الحب الرومانسي هو حالة تحفيزية ترتبط عادةً بالرغبة في التزاوج طويل الأمد مع فرد معين. يحدث على مدار العمر ويرتبط بنشاط معرفي وعاطفي وسلوكي واجتماعي وجيني وعصبي وغدد صماء مميز في كلا الجنسين. طوال معظم مراحل الحياة، يخدم اختيار الشريك، المغازلة، الجنس، ووظائف الترابط بين الزوجين. إنها مجموعة من التعديلات والمنتجات الثانوية التي نشأت في وقت ما خلال التاريخ التطوري الحديث للبشر.»
عرّف عالم الأنثروبولوجيا تشارلز ليندهولم الحب بأنه «أي انجذاب شديد يتضمن إضفاء المثالية على الآخر، ضمن سياق شهواني، مع توقع استمراره في وقت ما في المستقبل».

### الاستخدام التاريخي
تأتي كلمة رومانس (Romance) من اللغة الفرنسية العامية حيث أشارت في البداية إلى قصة شعرية. كانت الكلمة في الأصل ظرفًا من أصل لاتيني، رومانيكوس (Romanicus) بمعنى «من النمط الروماني». تعاملت الحكايات والملاحم والقصص الشعبية الأوروبية في العصور الوسطى بشكل عام مع المغامرة الفروسية، ولم تجلب مفهوم الحب حتى أواخر القرن السابع عشر. طورت كلمة رومانس (Romance) معاني أخرى، مثل التعريفين الإسباني والإيطالي في أوائل القرن التاسع عشر لكل من «المغامرة» و «الشغف»، والذي يمكن أن يربط بين «علاقة الحب» و«الجودة المثالية».
يُظهر علماء الأنثروبولوجيا مثل كلود ليفي شتراوس أن هناك أشكالًا معقدة من المغازلة في المجتمعات البدائية القديمة والمعاصرة. ومع ذلك، قد لا يكون هناك دليل على أن أعضاء هذه المجتمعات شكلوا علاقات حب متميزة عن عاداتهم الراسخة بطريقة توازي الرومانسية الحديثة. كانت الزيجات تُرتب في كثير من الأحيان لكن رغبات أولئك الذين يتزوجون كانت تعتبر عاطفة مهمة للقبائل البدائية.

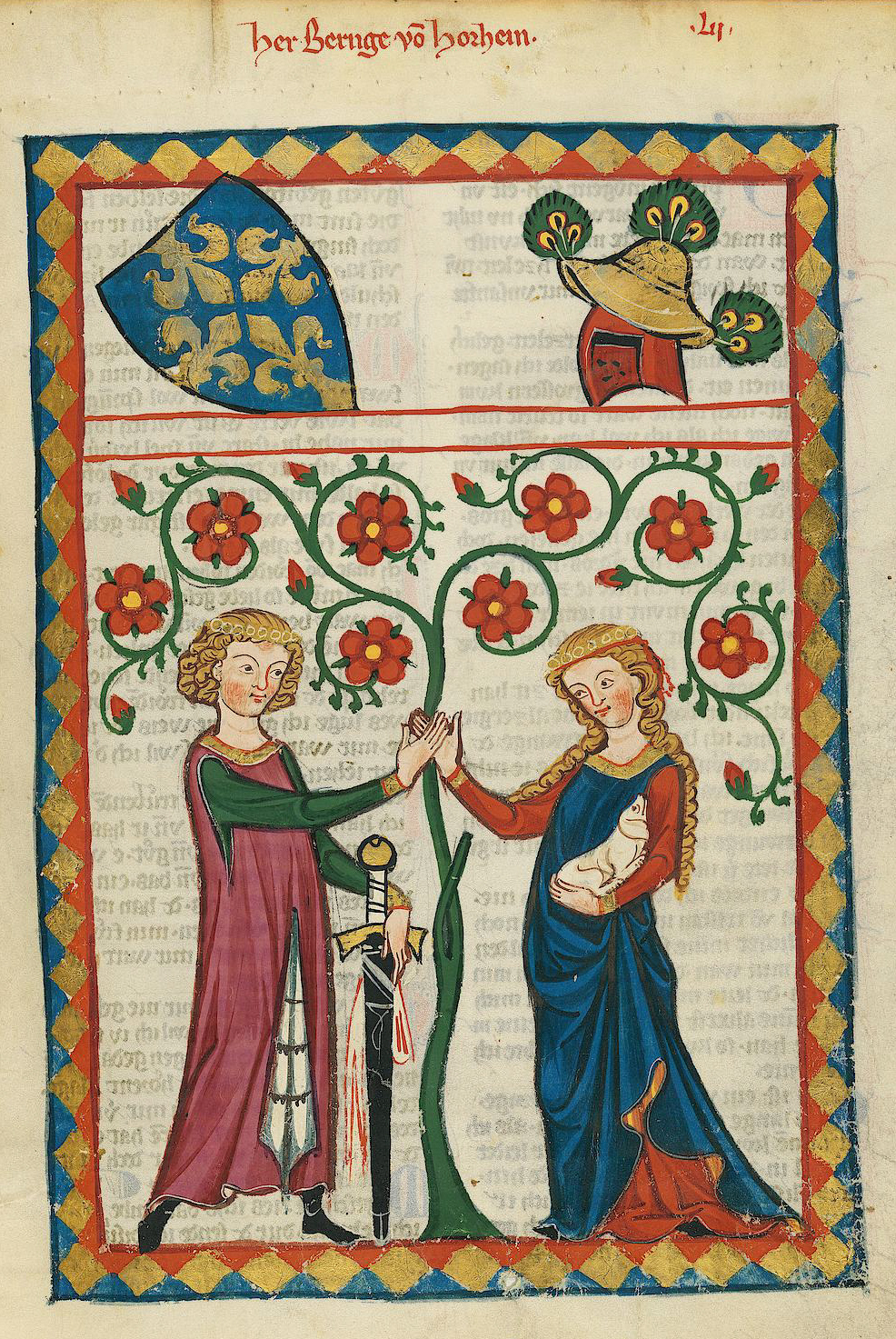
برينجر فون هورهايم في المخطوطة الباريسية (أوائل القرن الرابع عشر)

في غالبية المجتمعات البدائية التي درسها علماء الأنثروبولوجيا، كانت العلاقات خارج نطاق الزواج وقبل الزواج بين الرجال والنساء مجانية تمامًا. كان أعضاء الأزواج المؤقتين ينجذبون جنسيًا إلى بعضهم البعض أكثر من أي شخص آخر، لكن في جميع النواحي الأخرى لم تظهر علاقاتهم خصائص الحب الرومانسي. في كتاب نظرية بوريس شيبوف للحب الرومانسي، تم جمع الأدلة المقابلة لعلماء الأنثروبولوجيا. لويس مورغان: «شغف الحب لم يكن معروفًا بين البرابرة. هم أقل من المشاعر، وهي وليدة حضارة وأضاف فائقة وصقل الحب غير معروف بين البرابرة». مارغريت ميد: «الحب الرومانسي كما يحدث في حضارتنا، المرتبط ارتباطًا وثيقًا بأفكار الزواج الأحادي، الحصرية، الغيرة، والإخلاص الثابت لا يحدث في ساموا». برونسيلاف مالينوفسكي: «على الرغم من أن القانون الاجتماعي لا يحبذ الرومانسية، فإن العناصر الرومانسية والارتباطات الشخصية الخيالية ليست غائبة تمامًا في التودد والزواج في تروبرياند.»
يجب أن يلاحظ المرء أن الظاهرة التي يسميها مالينوفسكي الحب، لا تشترك في الواقع كثيرًا مع الحب الأوروبي: «لذلك لا يوجد شيء ملتوٍ في التودد في تروبرياند؛ ولا يسعون إلى علاقات شخصية كاملة، مع الاستحواذ الجنسي فقط كنتيجة. ببساطة وبشكل مباشر، يُطلب عقد اجتماع بنية صريحة للإشباع الجنسي. إذا تم قبول الدعوة، فإن إرضاء رغبة الشاب يقضي على الإطار الرومانسي للعقل، والرغبة في ما لا يمكن بلوغه والغموض.»  «نقطة مهمة هي أن اهتمام الزوج يقتصر على العلاقة الجنسية فقط. يتشارك الزوجان في السرير ولا شيء آخر. ... لا توجد خدمات يتم تقديمها بشكل متبادل، وليس لديهم أي التزام بمساعدة بعضهم البعض بأي شكل من الأشكال. . .»
استخدم السكان الأصليون لجزيرة مانجيا في بولينيزيا، الذين أتقنوا اللغة الإنجليزية، كلمة "حب" بمعنى مختلف تمامًا مقارنة بالمعنى المعتاد للشخص الذي نشأ في الثقافة الأوروبية. دونالد إس مارشال: "كان المخبرون وزملاء العمل في مانغا مهتمين جدًا بالمفهوم الأوروبي"للحب". استخدم سكان مانجيا الناطقون باللغة الإنجليزية هذا المصطلح سابقًا فقط بالمعنى الجسدي للرغبة الجنسية؛ أن تقول "أنا أحبك" بالإنجليزية لشخص آخر كان بمثابة قول "أريد أن أمارس الجنس معك". عناصر المودة والرفقة، التي قد تميز الاستخدام الأوروبي للمصطلح، حيرت سكان مانجيا عندما ناقشنا المصطلح. " "النتائج الرئيسية التي يمكن للمرء أن يستخلصها من تحليل المكونات العاطفية لمشاعر العلاقة الجنسية في جزيرة مانجيا هي:
1. لا توجد علاقة ثقافية بين الرغبة في التزاوج مع شخص وأي شعور بالعاطفة أو الإعجاب أو الإعجاب بين الشركاء المتضامنين.
2. درجة «الشغف» بين شخصين في العلاقات الجنسية لا تتعلق بالمشاركة العاطفية ولكن بدرجات التعليم في التقنيات الجنسية واستخدامها."[14]

يدّعي نناثانيال براندن أنه بحكم "العقلية القبلية"، في الثقافات البدائية، لم تكن فكرة الحب الرومانسي موجودة على الإطلاق. من الواضح أنه يُنظر إلى الارتباطات الفردية العاطفية على أنها تهديد للقيم القبلية والسلطة القبلية". كانت الدكتورة أودري ريتشاردز، عالمة الأنثروبولوجيا التي عاشت بين بيمبا في روديسيا الشمالية في الثلاثينيات من القرن الماضي، تتعلق بمجموعة منهم قصة شعبية إنجليزية عن أمير شاب تسلق الجبال الزجاجية، وعبر الصدع، وقاتل التنانين، كل ذلك للحصول على يد عذراء أحبها. كان البيمبا في حيرة من أمرهم، لكنهم ظلوا صامتين. أخيرًا تحدث زعيم عجوز، معبرًا عن مشاعر جميع الحاضرين في أبسط الأسئلة: "لماذا لا تأخذ فتاة أخرى؟".
تم استخدام أقدم الزيجات المسجلة في بلاد ما بين النهرين واليونان وروما وبين العبرانيين لتأمين التحالفات وإنجاب ذرية. لم يبدأ الحب في أن يصبح جزءًا حقيقيًا من الزواج إلا في العصور الوسطى. غالبًا ما كانت الزيجات التي نشأت خارج الزواج المرتب علاقات عفوية. في كتاب سيدات الترفيه (Ladies of the Leisure)، تصور الأستاذة بجامعة روتجرز بوني جي سميث طقوس التودد والزواج التي قد يُنظر إليها على أنها قمعية للأشخاص المعاصرين. تكتب «عندما تزوجت الشابات في الشمال، فقد فعلوا ذلك دون أوهام الحب والرومانسية. لقد تصرفوا في إطار الاهتمام بتكاثر سلالات الدم وفقًا للمصالح المالية والمهنية وأحيانًا السياسية».
يقول أنتوني غيدنز في كتابه تحول الحميمية: التوجه الجنسي، الحب والإثارة في المجتمع الحديث (The Transformation of Intimacy: Sexuality, Love and Eroticism in Modern Society) أن الحب الرومانسي أدخل فكرة السرد إلى حياة الفرد، وأن سرد القصة هو معنى جذري لمصطلح الرومانسية. وفقا لجيدينز، فإن ظهور الحب الرومانسي تزامن بشكل أو بآخر مع ظهور الرواية. عندها كان ذلك الحب الرومانسي، المرتبط بالحرية وبالتالي مُثُل الحب الرومانسي، قد خلق الروابط بين الحرية وتحقيق الذات.
يقول ديفيد أر. شومواي أن «خطاب العلاقة الحميمة» ظهر في الثلث الأخير من القرن العشرين، بهدف شرح كيفية نجاح الزواج والعلاقات الأخرى، وإثبات الحالة الخاصة بأن التقارب العاطفي أهم بكثير من العاطفة، مع الحميمية وتعايش الرومانسية.
تم استكشاف أحد الأمثلة على التغييرات التي حدثت في العلاقات في أوائل القرن الحادي والعشرين من قبل غيدنز فيما يتعلق بالعلاقات المثلية. وفقًا لجيدنز، نظرًا لأن المثليين لم يكونوا قادرين على الزواج، فقد أُجبروا على قيادة علاقات أكثر انفتاحًا وتفاوضًا. ثم تغلغلت هذه الأنواع من العلاقات في السكان من جنسين مختلفين.

### أصل الحب الرومانسي
يفترض بوريس شيبوف أن «تلك الآليات النفسية التي تثير الجاذبية أو الحب الرومانسي بين الرجل والمرأة [تنشأ] كنتاج للتناقض بين الرغبة الجنسية وأخلاق المجتمع الأحادي، مما يعيق تحقيق هذا الانجذاب.»
إف. إنجلز، في كتابه أصل الأسرة والملكية الخاصة والدولة: «الزواج الأحادي كان الشكل الوحيد المعروف للعائلة الذي يمكن أن يتطور في ظله الحب الجنسي الحديث، ولا يترتب على ذلك أن هذا الحب تطور حصريًا، أو حتى في الغالب. بداخلها الحب المتبادل للزوجين. قضت الطبيعة كلها الزواج الأحادي الصارم تحت سيطرة الذكور على ذلك.» صرح سيغموند فرويد، «يمكن بسهولة إثبات أن القيمة النفسية للاحتياجات الجنسية تقل بمجرد أن يصبح إشباعها سهلاً. مطلوب عقبة من أجل زيادة الرغبة الجنسية؛ وحيث لم تكن المقاومة الطبيعية للرضا كافية، أقام الرجال في جميع الأوقات مقاومات تقليدية حتى يتمكنوا من الاستمتاع بالحب. هذا صحيح بالنسبة للأفراد والدول. في الأوقات التي لم تكن هناك صعوبات في الوقوف في طريق الإشباع الجنسي، مثل ربما أثناء انهيار الحضارات القديمة، أصبح الحب بلا قيمة والحياة فارغة.»

### الترويج للحب
انتشر مفهوم الحب الرومانسي في الثقافة الغربية من خلال مفهوم الحب اللطيف. شارك الفرسان في العصور الوسطى، في ما كان عادة علاقات غير جسدية وغير زوجية مع النساء من النبلاء الذين خدموا. كانت هذه العلاقات متقنة للغاية وتم طقوسها في تعقيد غارق في إطار من التقاليد، والتي نشأت من نظريات الآداب المستمدة من الفروسية كمدونة أخلاقية للسلوك.
مجامل الحب ومفهوم دوميني (فارس السيدة) كانت في كثير من الأحيان موضوعات الشعراء المتجولون، ويمكن أن توجد عادة في المساعي الفنية مثل الروايات الغنائية والنثر الشعري من الوقت. نظرًا لأن الزواج لم يكن أكثر من ترتيب رسمي، سمح الحب في بعض الأحيان بالتعبير عن التقارب العاطفي الذي ربما كان ينقصه الاتحاد بين الزوج والزوجة. فيما يتعلق بالحب اللطيف، فإن «العشاق» لا يشيرون بالضرورة إلى أولئك الذين يمارسون أفعالًا جنسية، بل يشيرون إلى فعل الرعاية والألفة العاطفية.
ربما تكون الرابطة بين الفارس وسيدته، أو المرأة ذات المكانة العالية التي خدمها عادة، قد تصاعدت من الناحية النفسية ولكن نادرًا ما تكون جسدية. بالنسبة إلى لقب الفروسية خلال العصور الوسطى، كانت الأهمية الجوهرية لمدونة قواعد السلوك في جزء كبير منها كنظام قيم للقواعد مقننة كدليل لمساعدة الفارس بصفته بطل المضطهدين، ولكن بشكل خاص في خدمته للرب.
في سياق الخدمة الواجبة لامرأة ذات مكانة اجتماعية عالية، تم إنشاء الأخلاق المعينة كمدونة بشكل فعال كمؤسسة لتوفير أساس أخلاقي ثابت يمكن من خلاله مكافحة الفكرة القائلة بأن الاهتمام والعواطف غير الملائمة يجب التسامح معها على الإطلاق لعبة سرية من المحاولات "خلف الأبواب المغلقة. لذلك، تم توجيه فارس متدرب في مادة "الفروسية"، مع التركيز بشكل خاص، لخدمة السيدة بأعلى درجات الشرف، مع نقاء القلب والعقل. تحقيقا لهذه الغاية، ألزم نفسه برفاهية كل من الرب والسيدة بانضباط وتفاني لا يتزعزعان، بينما يفترض في الوقت نفسه أنه يدعم المبادئ الأساسية المنصوص عليها في القانون من قبل الدين الذي اتبعه.
كانت التأملات الدينية على مريم العذراء مسؤولة جزئيًا عن تطوير الفروسية كأخلاق وأسلوب حياة: مفهوم تكريم السيدة والتفاني الفارس لها، إلى جانب الاحترام الإلزامي لجميع النساء، كان له دور بارز في الأهمية المركزية ذاتها. هوية الفروسية في العصور الوسطى. مع تزايد تقليد الفرسان، انعكست التغييرات النهائية في الأعمال الداخلية للمجتمع الإقطاعي. تم تعليم أعضاء الطبقة الأرستقراطية مبادئ الفروسية، مما سهل تغييرات مهمة في المواقف فيما يتعلق بقيمة المرأة.
من الناحية السلوكية، كان على الفارس أن ينظر إلى نفسه تجاه سيدة ذات تفوق في الفكر المتعمد - فضيلته متأصلة في شخصيته. كان على الفارس أن يتصرف دائمًا بلطف، ويمنحها أقصى درجات اللباقة والاهتمام. كان عليه أن يردد صدى هذا لجميع النساء، بغض النظر عن الطبقة أو العمر أو المكانة. بمرور الوقت، أصبح مفهوم الفروسية ومفهوم الرجل المهذب مرادفًا للمثال المثالي لكيفية وجود الحب والرومانسية بين الجنسين. من خلال الترويج الخالد في الفن والأدب لحكايات الفرسان والأميرات والملوك والملكات، ساعد الوعي (الفرعي) التكويني طويل الأمد في تشكيل العلاقات بين الرجال والنساء.
كتب دي أمور، وتعني عن الحب أو فن الحب الملائم (The Art of Courtly Love)، كما هو معروف باللغة الإنجليزية، كُتبت في القرن الثاني عشر. يُساء قراءة النص على نطاق واسع على أنه يبيح العلاقات خارج نطاق الزواج. ومع ذلك، من المفيد التفريق بين الجسدي والغير: الحب الرومانسي على أنه منفصل وبعيدًا عن الحب اللطيف عند تفسير موضوعات مثل: «الزواج ليس عذرًا حقيقيًا لعدم المحبة»، «من لا يشعر بالغيرة لا يمكنه أن يحب»، «لا يمكن للمرء أن يرتبط بحب مزدوج»، و«عندما يُعلن عن الحب نادرًا ما يدوم».
يعتقد البعض أن الحب الرومانسي تطور بشكل مستقل في ثقافات متعددة. على سبيل المثال، في مقال قدمه هنري جرونيباوم، يجادل «المعالجون يعتقدون خطأً أن الحب الرومانسي هو ظاهرة فريدة من نوعها في الثقافات الغربية وقد عبَّر عنها لأول مرة شعوب التروبادور في العصور الوسطى».
يُعتقد أن المصطلحات الأكثر حداثة والغربية التي تعني «المحكمة كمحب» أو الفكرة العامة «للحب الرومانسي» قد نشأت في أواخر القرن التاسع عشر وأوائل القرن العشرين، بشكل أساسي من الثقافة الفرنسية. هذه الفكرة هي التي حفزت الارتباط بين كلمتي «رومانسي» و «عاشق»، وبالتالي صوغ عبارات إنجليزية للحب الرومانسي مثل «المحبة مثل الرومان». ومع ذلك، فإن الأصول الدقيقة لمثل هذا الاتصال غير معروفة. على الرغم من أن كلمة «رومانس» أو ما يعادلها قد لا يكون لها نفس الدلالة في الثقافات الأخرى، يبدو أن الفكرة العامة «للحب الرومانسي» قد عبرت الثقافات وتم قبولها كمفهوم في وقت أو آخر.

## أنواع
يتناقض الحب الرومانسي مع الحب الأفلاطوني، الذي يمنع العلاقات الجنسية في جميع الاستخدامات، ومع ذلك فقط في الاستخدام الحديث يأخذ معنى غير جنسي تمامًا، بدلاً من المعنى الكلاسيكي، حيث يتم تسامي الدوافع الجنسية.
يمكن أن يكون الحب غير المتبادل رومانسيًا بطرق مختلفة: فكاهي، مأساوي، أو بمعنى أن التسامي نفسه يمكن مقارنته بالرومانسية، حيث يتم دمج روحانية الفن والمثل العليا المتساوية مع الشخصية والعواطف القوية. الحب غير المتبادل نموذجي لفترة الرومانسية، لكن المصطلح يختلف عن أي قصة حب قد تنشأ داخلها.
رومانسية شعبية
قد تشمل على سبيل المثال لا الحصر الأنواع التالية: المثالية، الشدة الطبيعية (مثل الجانب العاطفي من «الوقوع في الحب»)، المتوقعة وغير المتوقعة، استهلاكي (بمعنى استهلاك الوقت والطاقة والانسحابات العاطفية والعطاءات)، شديد ولكن خارج نطاق السيطرة (مثل جانب «السقوط من الحب») ماديًا وتجاريًا (مثل المكسب المجتمعي المذكور في قسم لاحق من هذه المقالة)، جسديًا وجنسيًا، وأخيراً ضخم وواضح.
رومانسية دينية (أو روحية)
قد تشمل، على سبيل المثال لا الحصر، هذه الأنواع التالية: واقعية، وكذلك معقولة، غير واقعية، متفائلة وكذلك متشائمة (اعتمادًا على المعتقدات الخاصة التي يتبناها كل شخص في العلاقة.)، الالتزام (على سبيل المثال النظرية التي كان لدى كل شخص موقف محدد سلفًا كعامل اختيار؛ مثل «اختيار الزوج» أو «اختيار رفيق الروح.»)، غير ملتزم (على سبيل المثال، النظرية القائلة بأننا لا نختار أفعالنا، وبالتالي تم رسم انخراطنا في الحب الرومانسي من مصادر خارج أنفسنا)، ضبط النفس يمكن التنبؤ به وغير متوقع (مثل الطاعة والتضحية في سياق العلاقة) أو عدمه (مثل العصيان في سياق العلاقة)، عاطفيًا وشخصيًا، روحيًا (في النظرية القائلة بأن العقل والروح والجسد، كيان واحد متصل)، حميمي، ولانهائي (مثل فكرة أن الحب نفسه أو حب الله «غير المشروط» هو أو يمكن أن يكون أبديًا).

## الحب الرومانسي في الأديان والنصوص المقدسة

### في الإسلام ونصوصه
جاء في الحديث النبوي «لم يُر للمتحابين مثل التزوج». رواه ابن ماجة والحاكم في المستدرك واللفظ له وقال هذا حديث صحيح على شرط مسلم. وجاء كذلك بلفظ «التزويج» ولفظ «النكاح». ورواه الكناني في مصباح الزجاجة وقال هذا إسناد صحيح رجاله ثقات.
وجاء في الحديث: «الأرواح جنود مجندة فما تعارف منها ائتلف وما تناكر منها اختلف». متفق عليه.
وعن المغيرة بن شعبة قال أتيت النبي صلى الله عليه وسلم فذكرت له امرأة أخطبها فقال فاذهب فانظر إليها فإنه أحرى أن يؤدم بينكما فأتيت امرأة من الأنصار فخطبتها إلى أبويها وخبرتهما بقول النبي صلى الله عليه وسلم فكأنهما كرها ذلك قال فسمعت تلك المرأة وهي في خدرها فقالت إن كان رسول الله صلى الله عليه وسلم أمرك أن تنظر فانظر وإلا فإني أنشدك. كأنها أعظمت ذلك. قال فنظرت إليها فتزوجتها فذكر من موافقتها.
هذا إسناد صحيح رجاله ثقات. إهـ. انتهى كلام الكناني بعد روايته للحديث بإسناده الذي صححه.رواه كذلك النسائي وابن ماجة وابن حبان في صحيحه والحاكم في المستدرك وقال هذا حديث صحيح على شرط الشيخين.
قال شراح الحديث وأصحاب المعاجم اللغوية بأن معنى يؤدم بينكما هو أن تكون بينكما المحبة. المصادر: مختار الصحاح ج1: ص4 لسان العرب ج12: ص8 النهاية ج1: ص32